# 斯維斯拉奇河 (尼曼河支流)

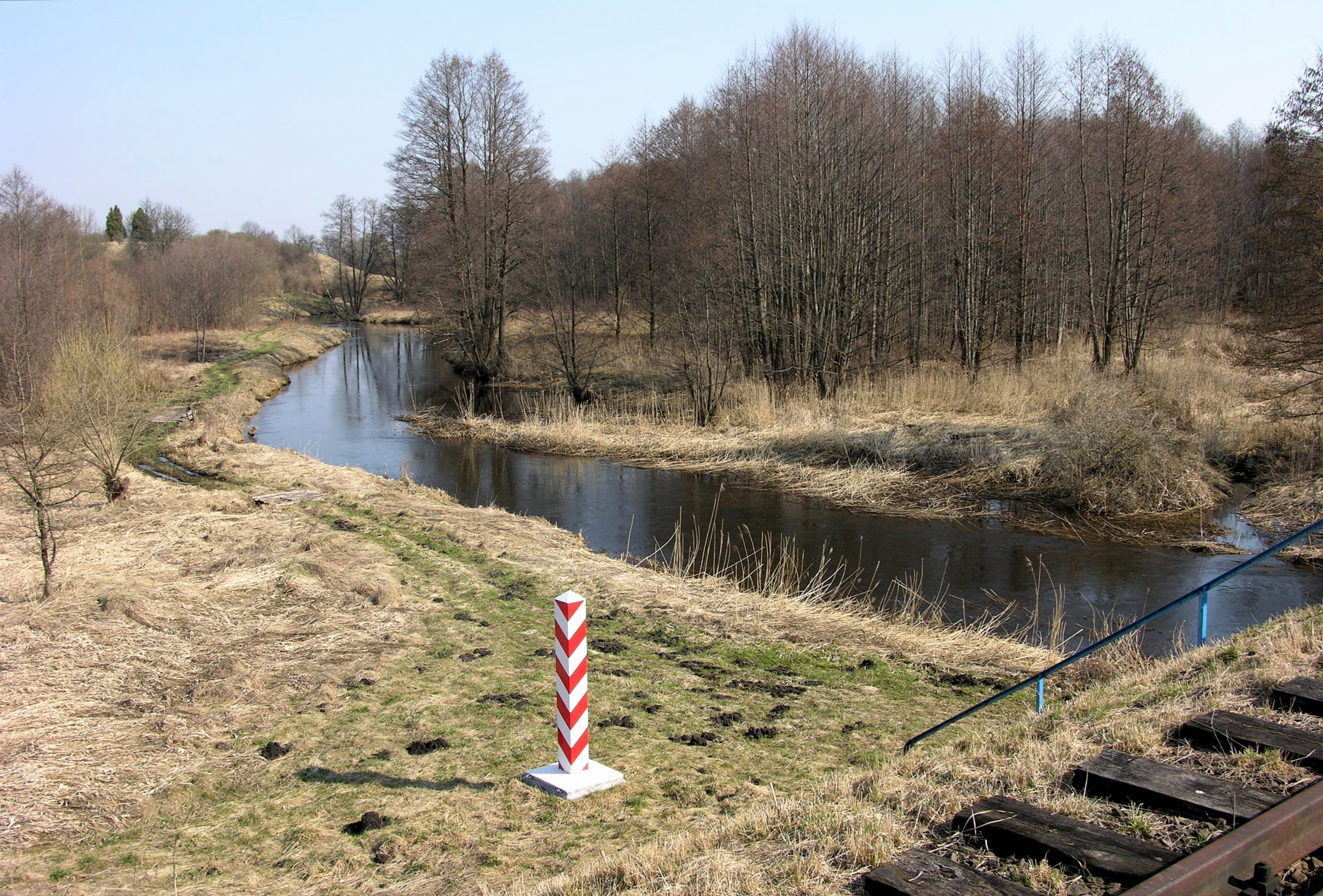
斯維斯拉奇河

斯維斯拉奇河（羅馬化：Svislač，發音：[ˈɕvislatʃ] ⓘ），又按俄语名译为斯維斯洛奇河（羅馬化：Svisloch'），是白俄羅斯的河流，由格羅德諾州負責管轄，屬於尼曼河的左支流，河道全長121公里，流域面積1,800平方公里，每年十二月至翌年三月結冰。